# Can Mata de la Garriga
Can Mata de la Garriga és una masia dels Hostalets de Pierola (Anoia) inclosa a l'Inventari del Patrimoni Arquitectònic de Catalunya.

## Descripció
És una masia catalana del segle xiii que comprèn la capella del Roser d'estil gòtic adossada a la casa. La casa és de planta rectangular, de dos pisos d'alçada i el celler. La façana és recoberta d'estuc blanc i guarda una simetria horitzontal marcada per una filera de finestres a la segona planta amb petits i uns finestrons quadrats al celler. L'absència de decoració és gairebé total tret de la línia horitzontal de relleus de pera amb decoració floral.

### Capella de la Verge del Roser
És una capella de planta rectangular amb un absis semicircular. D'estil neogòtic a l'interior és de volta apuntada amb embigat de fusta. Les parets exteriors són de maó vist excepte a la façana principal, realitzada amb un estucat que imita carreus. A la façana es reflecteixen els arcs apuntats de l'interior. La porta d'entrada té un capcer decorat. La façana està decorada per un campanar d'espadanya i pinacles laterals, tot molt ornamentat.

## Història
Can Mata de la Garriga és coneguda ja al segle xiii com la masia de "Garrigas". El 1553 és habitada per en Joan Matha de Garrriga, d'aquí el seu nom actual. L'any 1606 el Vicari General donà llicència per edificar una capella. El 1633 Mossèn Damià Mata de la Garriga, fill de la casa, beneí una campana, que fou substituïda l'any 1733. Segons un dels darreres propietaris aquesta capella va sofrir un incendi i es reedificà l'any 1905.